# Campionato jugoslavo di calcio
Il campionato jugoslavo di calcio, organizzato dalla Federazione calcistica della Jugoslavia, era un insieme di tornei nazionali jugoslavi. 
Si articolava nelle seguenti categorie:
- Prva Liga (1946-1992) e Prva liga Srbije i Crne Gore (1992-2006), prima serie
- Druga Savezna liga (1946-1992) e Druga liga SR Jugoslavije (1992-2004), seconda serie
- Treća savezna liga (1950 e 1988-1992), terza serie